# Rafael Otero Echeverría
Rafael Otero Echeverría (Santiago, 3 de septiembre de 1923-Santiago, 3 de julio de 1995) fue un periodista y político chileno, diputado por el partido Democracia Radical en 1973 y exmilitante del Frente Nacionalista Patria y Libertad (grupo de terrorismo fascista).

## Primeros años y estudios
Fue hijo de Franklin Otero y Julia Echeverría. Realizó sus estudios en el Instituto Nacional y en el Liceo Presidente Balmaceda.
Se casó con María Zamora; en un segundo matrimonio, con Angélica Peredo y se casó por tercera vez con Olga Cavada Parra. Tuvo seis hijos.

## Trayectoria periodística
En el ámbito laboral, se dedicó al periodismo; trabajó como secretario de redacción de la revista Ercilla (medio en el cual trabajó desde 1949 hasta 1961), además de ser el autor de guiones cinematográficos, programas radiales y de televisión. Entre 1942 y 1944 fue guionista radial en las radios Sudamérica, del Pacífico y Carrera. Entre 1946 y 1948 fue comentarista en Radio Cooperativa Vitalicia. Posteriormente se desempeñó como jefe de programación en Radio Agricultura (1948-1949), profesor de Periodismo en la Universidad de Chile (1956-1958), columnista y comentarista en los periódicos El Debate y Mundo Libre (1961-1963), editor jefe de Radio Presidente Balmaceda (1963-1966) y Radio Minería (1967-1968).
Jefe de producción de Publicitas. En 1952 fue cofundador de la Empresa Publicitaria Publiventas. Fue director y propietario de la revista de informaciones políticas Sepa en 1970. Por otra parte, se desarrolló como escritor y ensayista en temas históricos. Junto a Hernán Millas escribió Reportajes, programa informativo radial. Fue profesor de Periodismo Informativo en la Escuela de Periodismo y otras, de la Universidad de Chile.
Entre otras actividades, fue miembro del Colegio de Periodistas, del Círculo de Periodistas (del cual fue su director y subsecretario entre 1948 y 1950) y de la Sociedad de Escritores de Chile.

## Actividad política
Inició sus actividades políticas cuando ingresó al partido Democracia Radical; en 1971 participó en la Junta Ejecutiva de su partido. En las elecciones municipales de ese año fue elegido regidor por Santiago, con una de las primeras mayorías nacionales, asumiendo dicho cargo el 16 de mayo. Se ha señalado que durante dicha época también fue simpatizante del Frente Nacionalista Patria y Libertad.
En 1973 fue elegido diputado por la Séptima Agrupación Departamental "Santiago", Primer Distrito, período 1973-1977; integró la Comisión Permanente de Trabajo y Seguridad Social. El golpe de Estado del 11 de septiembre de 1973, puso término anticipado al período. El Decreto-Ley 27, de 21 de septiembre de ese año, disolvió el Congreso Nacional y declaró cesadas las funciones parlamentarias a contar de la fecha. En 1974 fue agregado de prensa en Estados Unidos.
Falleció en Santiago de Chile el 3 de julio de 1995.

## Historia electoral

### Elecciones municipales de 1971
- Elecciones municipales de 1971 para el primer Distrito, Santiago. Período 1971-1975 (Fuente: Diario El Mercurio, 5 de abril de 1971)

| Candidato                 | Partido | Votos  | % | Resultado |
| ------------------------- | ------- | ------ | - | --------- |
| Carmen Frei Ruiz-Tagle    | PDC     | 59.096 |   | Regidora  |
| Sergio Onofre Jarpa Reyes | PN      | 58.934 |   | Regidor   |
| Fidelma Allende Miranda   | PS      | 31.061 |   | Regidora  |
| Rafael Otero Echeverría   | DR      | 16.572 |   | Regidor   |
| Manuel Fernández Díaz     | PDC     | 10.657 |   | Regidor   |
| Lucía Chacón Silva        | PCCh    | 12.957 |   | Regidora  |
| Carlos Cerda Bustamante   | PCCh    | 15.552 |   | Regidor   |
| Voltaire Lois Perales     | PR      | 5.358  |   | Regidor   |
| Ramón Silva Negrete       | PN      | 4.368  |   | Regidor   |

### Elecciones parlamentarias de 1973
Diputado por la Séptima Agrupación Departamental, Primer Distrito (Santiago)
| Candidato                                 | Partido                    | Votos   | %      | Resultado |
| ----------------------------------------- | -------------------------- | ------- | ------ | --------- |
| A. Confederación de la Democracia         |                            |         |        |           |
| Wilna Saavedra Cortés                     | PDC                        | 19 362  | 5,00%  | Diputada  |
| Bernardo Leighton Guzmán                  | PDC                        | 35 158  | 9,08%  | Diputado  |
| Luis Pareto González                      | PDC                        | 19 592  | 5,06%  | Diputado  |
| Fernando Sanhueza Herbage                 | PDC                        | 11 188  | 2,89%  | Diputado  |
| Claudio Orrego Vicuña                     | PDC                        | 18 870  | 4,87%  | Diputado  |
| Luis Ricardo Hormazábal Sánchez           | PDC                        | 9734    | 2,51%  | Diputado  |
| Santiago Pereira Becerra                  | PDC                        | 6896    | 1,78%  |           |
| Manuel Fernández Díaz                     | PDC                        | 6244    | 1,61%  |           |
| Rafael Señoret Lapsley                    | DR                         | 5170    | 1,33%  |           |
| Rafael Otero Echeverría                   | DR                         | 18 382  | 4,75%  | Diputado  |
| Jorge Hazbún Díaz                         | PADENA                     | 959     | 0,25%  |           |
| Arturo Venegas Gutiérrez                  | PIR                        | 3827    | 1,00%  |           |
| Engelberto Frías Morán                    | PN                         | 6486    | 1,67%  |           |
| Hermógenes Pérez de Arce Ibieta           | PN                         | 33 449  | 8,64%  | Diputado  |
| Gustavo Monckeberg Barros                 | PN                         | 10 555  | 2,73%  | Diputado  |
| Juan Luis Ossa Bulnes                     | PN                         | 9534    | 2,46%  | Diputado  |
| Mario Arnello Romo                        | PN                         | 7687    | 1,98%  | Diputado  |
| Silvia Pinto Torres                       | PN                         | 19 116  | 4,94%  | Diputada  |
| Votos de Lista                            | CODE                       | 5296    | 1,37%  |           |
| B. Unidad Popular                         |                            |         |        |           |
| Luis Maira Aguirre                        | IC                         | 14 092  | 3,64%  | Diputado  |
| Carmen Lazo Carrera                       | PS                         | 28 179  | 7,28%  | Diputada  |
| Gladys Marín Millie                       | PCCh                       | 28 144  | 7,27%  | Diputada  |
| Ignacio Lagno Castillo                    | PR                         | 9839    | 2,54%  |           |
| José Antonio Viera-Gallo Quesney          | MAPU                       | 4145    | 1,07%  |           |
| Fidelma Allende Miranda                   | PS                         | 13 744  | 3,55%  | Diputada  |
| Pedro Aravena Navarrete                   | PCCh                       | 10 552  | 2,72%  |           |
| Víctor Barberis Yori                      | PS                         | 10 803  | 2,79%  | Diputado  |
| Mario Candia Henríquez                    | API                        | 600     | 0,15%  |           |
| Alejandro Rojas Wainer                    | PCCh                       | 14 526  | 3,75%  | Diputado  |
| Votos de Lista                            | UP                         | 4502    | 1,16%  |           |
| C. Unión Socialista Popular               |                            |         |        |           |
| Óscar Núñez Bravo                         | USOPO                      | 539     | 0,14%  |           |
| Votos válidamente emitidos                | Votos válidamente emitidos | 387 170 | 98,76% |           |
| Votos nulos                               | Votos nulos                | 2453    | 0,62%  |           |
| Votos en blanco                           | Votos en blanco            | 2410    | 0,62%  |           |
| Total de votos emitidos                   | Total de votos emitidos    | 392 033 | 100,0% |           |
| Fuente: Dirección del Registro Electoral. |                            |         |        |           |

### Elecciones parlamentarias de 1989
Diputado por el Distrito Nº14 (Viña del Mar, en la V Región de Valparaíso)
| Candidato                  | Pacto                                      | Partido | Votos  | %     | Resultado |
| -------------------------- | ------------------------------------------ | ------- | ------ | ----- | --------- |
| Gustavo Cardemil Alfaro    | Concertación de Partidos por la Democracia | DC      | 47 252 | 27,44 | Diputado  |
| Aníbal Scarella Calandroni | Concertación de Partidos por la Democracia | PPD     | 34 732 | 20,17 |           |
| Rafael Otero Echeverría    | Alianza de Centro                          | DR      | 3465   | 2,01  |           |
| Fernando Palma Cortéz      | Alianza de Centro                          | AN      | 2416   | 1,40  |           |
| Raúl Urrutia Ávila         | Democracia y Progreso                      | RN      | 30 005 | 17,42 | Diputado  |
| Luis Parot Donoso          | Democracia y Progreso                      | UDI     | 28 783 | 16,71 |           |
| Blanca Betbeder Aguilar    | Liberal-Socialista Chileno                 | ILE     | 16 911 | 9,82  |           |
| Eugenio Curti Leite        | Independiente                              | Ind.    | 1585   | 0,92  |           |